# Сінт-Аннапарохі
Сінт-Аннапарохі (нід. Sint Annaparochie, нід. вимова: [ˈsɪnt ˈɑ.naː.paːˌrɔ.xi]) — село в нідерландській провінції Фрисландія. Входить до муніципалітету Вадхуке.
Його площа становить 26,41км², а населення станом на 2021 рік складало 4 830 осіб.

## Галерея

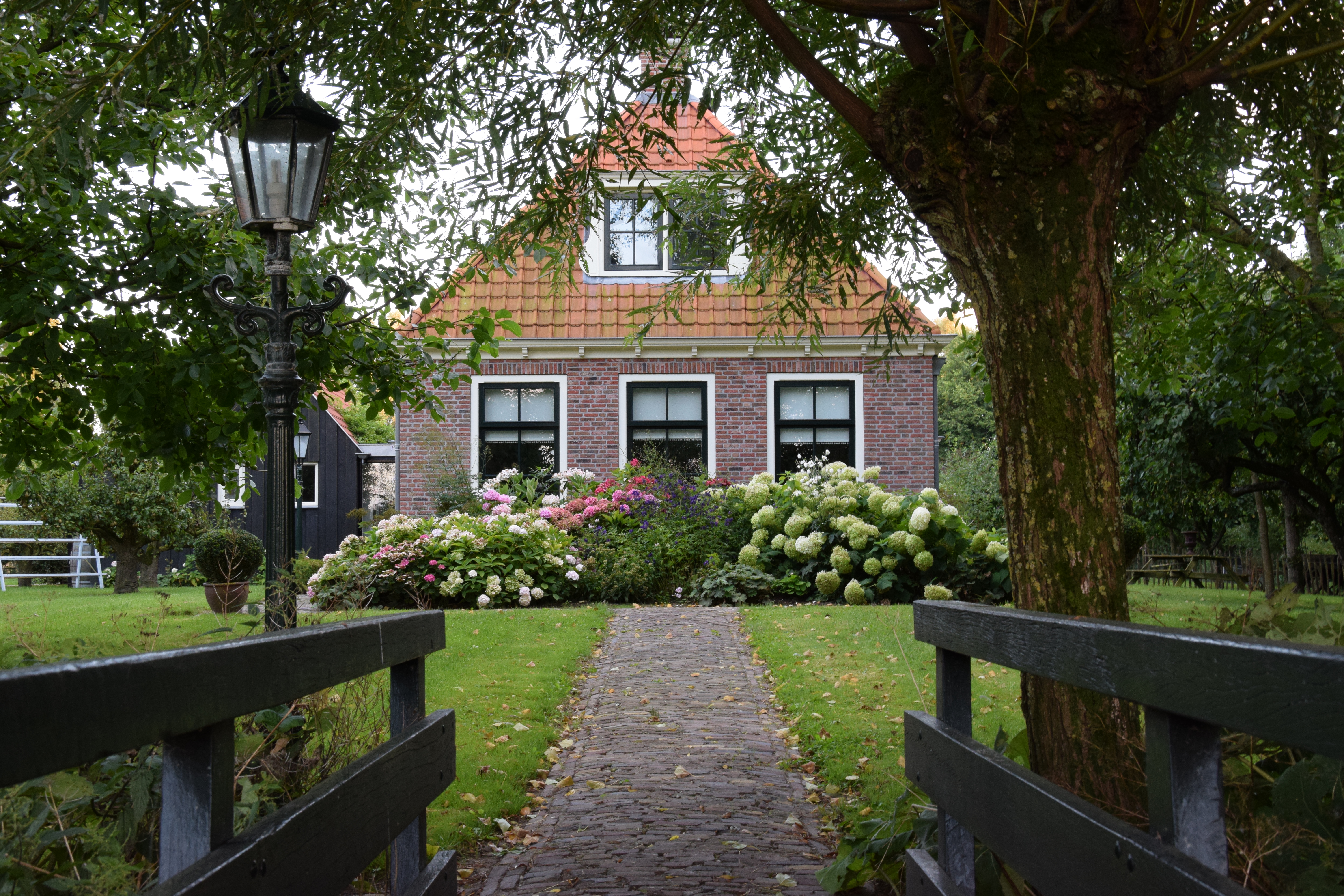
Сільський будинок
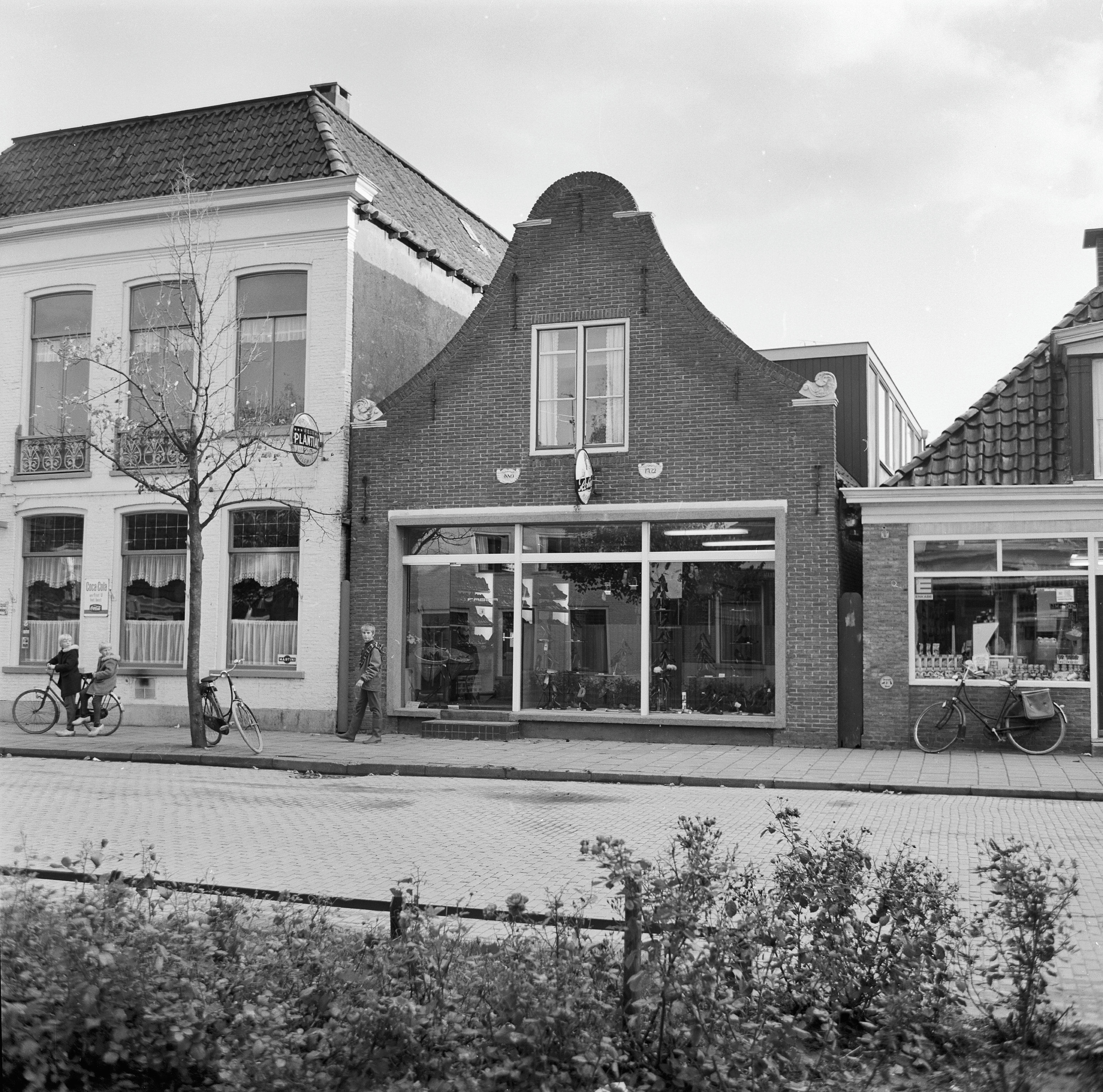
Магазини в Сінт-Аннапарохі (1968)
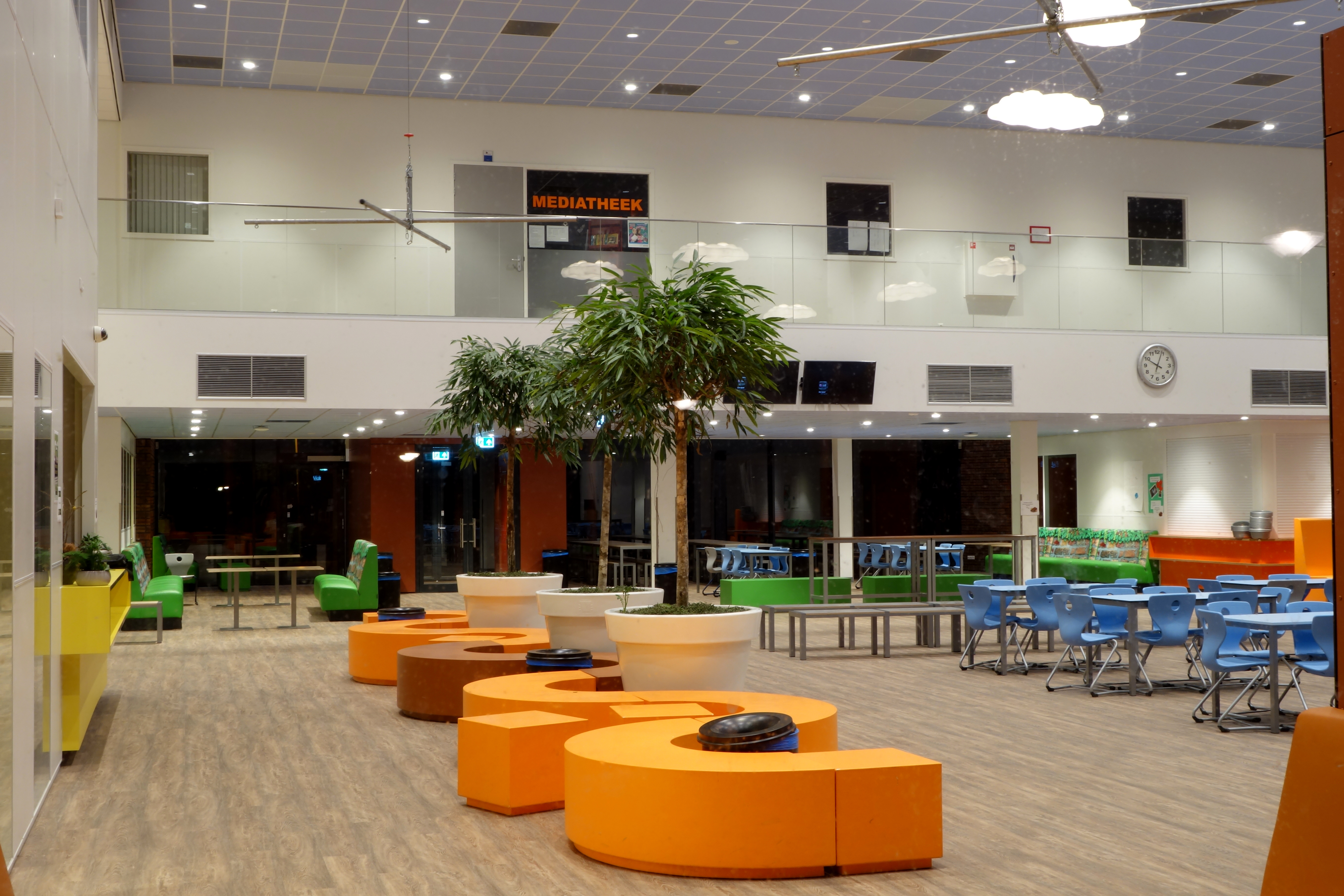
Шкільна їдальня
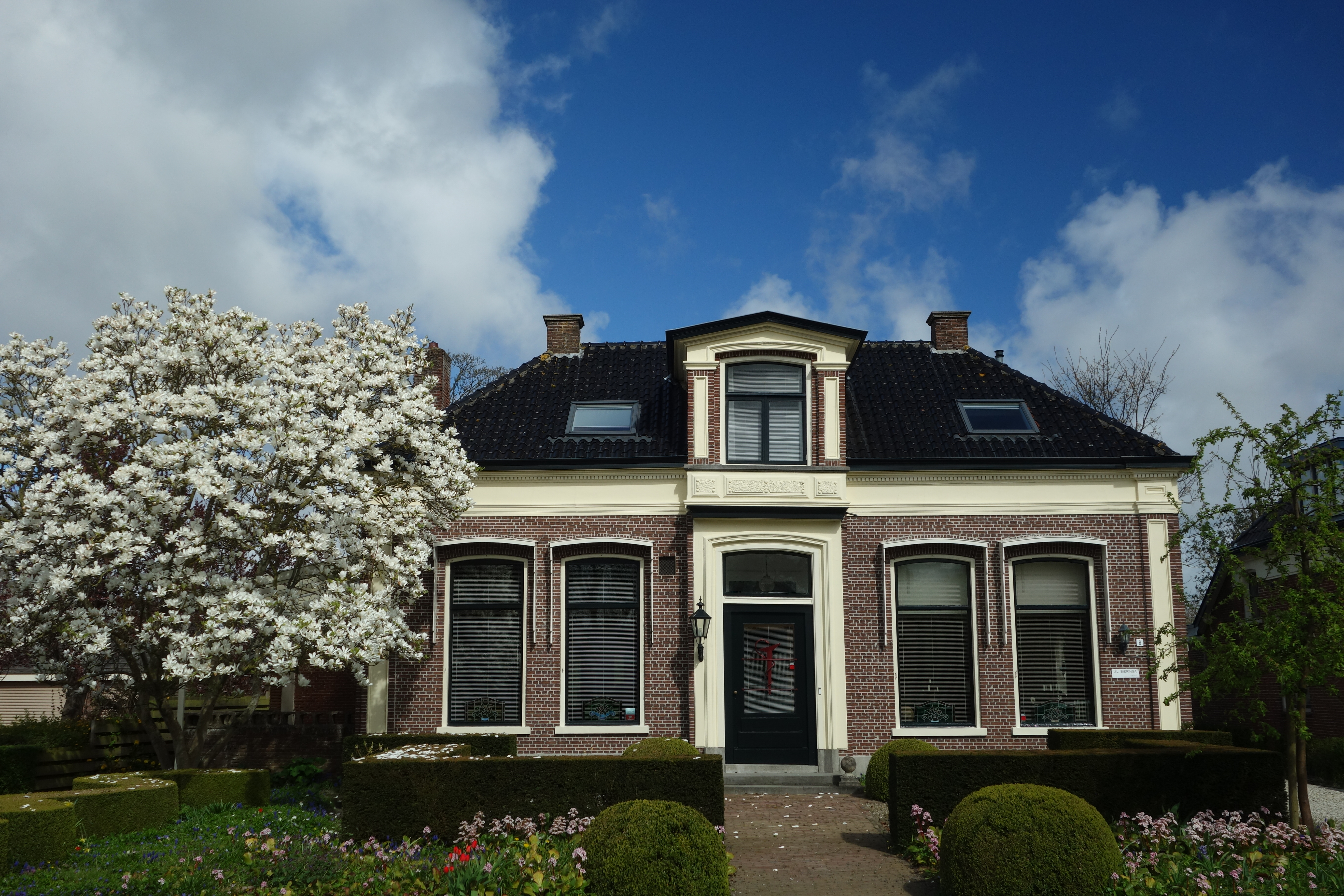
Сільський будинок